# 蘇生 (映画)
『蘇生』（蘇生、Revival）は、2015年4月4日公開のドキュメンタリーの日本映画。

## あらすじ
2011年3月11日に起きた東日本大震災、そして福島原発事故がきっかけとなって製作された。
目に見えない放射能汚染、そして人類が直面している地球規模の様々な 環境問題、食糧問題、健康問題。
人類の文明の発達により汚染されてきた地球が、地球最古の生物である微生物たちの力によって蘇生していく可能性を追ったドキュメンタリー映画。

## 出演
- 比嘉照夫
- 飯山一郎
- 船瀬俊介
- 増川いづみ
- 田中佳
- 杉本一朗
- ピチェート・ウィサイジョーン
- ワラヌット・ジタムスターポーン
- キー・スーン・ファット
- エリック・チュー
- ゲデ・グラー・ウィディダナ
- ラビ・サンガッカラ
- 長正増夫
- 星野豊
- 大賀昌
- 平井孝志

回想ドラマ・配役
- 比嘉照夫役：前田耕陽
- 松下哲
- 渡部龍平
- 齋藤陽介
- 坂内愛
- 青木健介
- 四ノ宮岬
- 谷麻紗美
- 比嘉照夫の祖父役：今村俊一

## スタッフ
- 企画・製作：白鳥哲
- プロデューサー：三浦知子
- 制作プロデューサー：赤間俊秀
- 撮影：荻久保則男
- 助監督：中島陽司、久保田健介
- 撮影助手：佐藤心
- 撮影応援：内田剛史
- アジア・ロケコーディネーター：福垣内宜孝（EMRO Malaysia Sdn. Bhd.）
- アジア・ロケコーディネーター：小正路徹（EMRO Asia Co., Ltd.）
- 編集：森隆倫
- CG：平山則廣
- カラコレ：斎藤直彦（ヨコシネ ディー アイ エー）
- 編集助手：永富佳保里
- 英訳：今村真由子
- 宣伝美術：中村嘉宏
- スチール：松尾成美
- デスク：橋本路子、工藤典代
- 制作進行：木下舞
- 音楽：黒石ひとみ
- 演奏：美しの里シスターズ
- サウンド・プロデューサー：伊藤圭一
- サウンド制作コーディネーター：青柳美晶
- メイン・テーマ：「古代からの贈り物」（作曲：黒石ひとみ ／ 演奏：美しの里プロジェクト）
- 主題歌：「8:40」（作詞:化野道子／作曲：白鳥哲／うた・ピアノ:星野ゆか／パーカッション:Percussion花）

回想ドラマ					　　　　
- 照明：石谷等
- 照明助手：中上歩
- 録音：長谷川真悟
- 美術：本間千賀子　泉人士
- スタイリスト：高橋英治
- ヘアー・メイク：小林佳苗（宝映テレビプロダクション）
- ヘアー・メイク助手：小嶋珠実
- ロケコーディネーター：村上和生
- キャスティング：大山健治、林康人
- メイキング：柴田琢哉
- インターン：松實航
- 車両：相馬亨（BACK STREET）
- 監督：白鳥哲

## ロケ地
- タイ
- インドネシア
- マレーシア
- 福島県相馬郡飯舘村
- 福島県富岡町
- 東京都
- 千葉県野田市
- 愛知県名古屋市
- 滋賀県大津市
- 三重県熊野市
- 鹿児島県霧島市
- 鹿児島県志布志市

## エピソード
- 撮影は、2011年から取材対象ごとに始められ、10月に再現ドラマ部分を撮影して、クランクアップした。

- 2015年4月4日に渋谷アップリンクにて公開、4月11日に大阪シアターセブンと名古屋シネマスコーレにて公開された。